# Нотари, Терри
Терри Нотари (англ. Terry Notari, род. 14 августа 1968, Сан-Рафел, Калифорния) — американский актёр и каскадёр.

## Карьера
Родившись в Сан-Рафеле, Калифорния, Нотари занимался гимнастикой в школе и выиграл множество национальных чемпионатов. Позже, по достижении 20-летнего возраста, он стал работать в цирке Cirque du Soleil.
Главным образом, Нотари изображает существ или животных для кино и теле-индустрии. Он также исполнитель захвата движения в таких фильмах, как «Приключения Тинтина: Тайна «Единорога»», «Восстание планеты обезьян» и «Аватар». Сейчас он живёт вместе со своей женой и двумя дочерьми.
Шведский режиссёр Рубен Эстлунд снял Нотари в фильме «Квадрат», получившем Золотую пальмовую ветвь в 2017 году. Эстлунд нашёл Нотари после поиска в Google по запросу «актёр, имитирующий обезьяну» и просмотра одного из выступлений Нотари (это было прослушивание для «Планеты обезьян»). Его игра в единственной сцене, в которой артист ведет себя как враждебная обезьяна на шикарном ужине, была высоко оценена критиками, а The Independent назвал её «самой напряженной, некомфортной сценой года».

## Фильмография
| Год  |     | Русское название              | Оригинальное название                     | Роль                       |
| ---- | --- | ----------------------------- | ----------------------------------------- | -------------------------- |
| 1993 | с   | Ночное шоу с Джеем Лено       | The Tonight Show with Jay Leno            | циркач                     |
| 2009 | в   | Забытые                       | The Forgotten Ones                        | альфа-самец                |
| 2009 | ф   | Аватар                        | Avatar                                    | Банши                      |
| 2009 | ф   | Первобытные                   | The Lost Tribe                            | альфа-самец                |
| 2011 | ф   | Восстание планеты обезьян     | Rise of the Planet of the Apes            | Ракета / Ясноглазка        |
| 2011 | ф   | Хижина в лесу                 | The Cabin in the Woods                    | клоун                      |
| 2012 | ф   | Хоббит: Нежданное путешествие | The Hobbit: An Unexpected Journey         | Гоблин / Язнег             |
| 2013 | ф   | Хоббит: Пустошь Смауга        | The Hobbit: The Desolation of Smaug       | Гоблин                     |
| 2014 | ф   | Планета обезьян: Революция    | Dawn of the Planet of the Apes            | Ракета                     |
| 2014 | ф   | Хоббит: Битва пяти воинств    | The Hobbit: The Battle of the Five Armies | беженец из Озёрного города |
| 2016 | ф   | Варкрафт                      | Warcraft                                  | Громмаш Адский Крик        |
| 2016 | ф   | Конг: Остров черепа           | Kong: Skull Island                        | Конг                       |
| 2017 | ф   | Квадрат                       | The Square                                | Олег                       |
| 2017 | ф   | Планета обезьян: Война        | War for the Planet of the Apes            | Ракета                     |
| 2018 | кор | —                             | The Beautiful Escape                      | Олег                       |
| 2018 | ф   | Мстители: Война бесконечности | Avengers: Infinity War                    | Кулл Обсидиан              |
| 2019 | ф   | Мстители: Финал               | Avengers: Endgame                         | Кулл Обсидиан              |
| 2020 | ф   | Зов предков                   | The Call of the Wild                      | Бэк                        |